# Philonotis eurybrochis
Philonotis eurybrochis là một loài rêu trong họ Bartramiaceae. Loài này được Renauld & Cardot mô tả khoa học đầu tiên năm 1896.